# Aleksandrovo-Zavodsky (huyện)
Huyện Aleksandrovo-Zavodsky (tiếng Nga: ? райо́н) là một huyện hành chính tự quản (raion), của Vùng Zabaykalsky, Nga. Huyện có diện tích 7633 kilômét vuông. Trung tâm của huyện đóng ở Aleksandrovsky-Zavod.